# Xanthorhoe exliturata
Xanthorhoe exliturata là một loài bướm đêm trong họ Geometridae.